# Лешетицкий, Теодор
Теодо́р Лешети́цкий (пол. Teodor Leszetycki, нем. Theodor Leschetizky, в России был известен под именем Фёдор Осипович; 22 июня 1830, Ланьцут, Подкарпатское воеводство[…] — 14 ноября 1915, Дрезден) — польский и русский пианист, музыкальный педагог и композитор.

## Биография

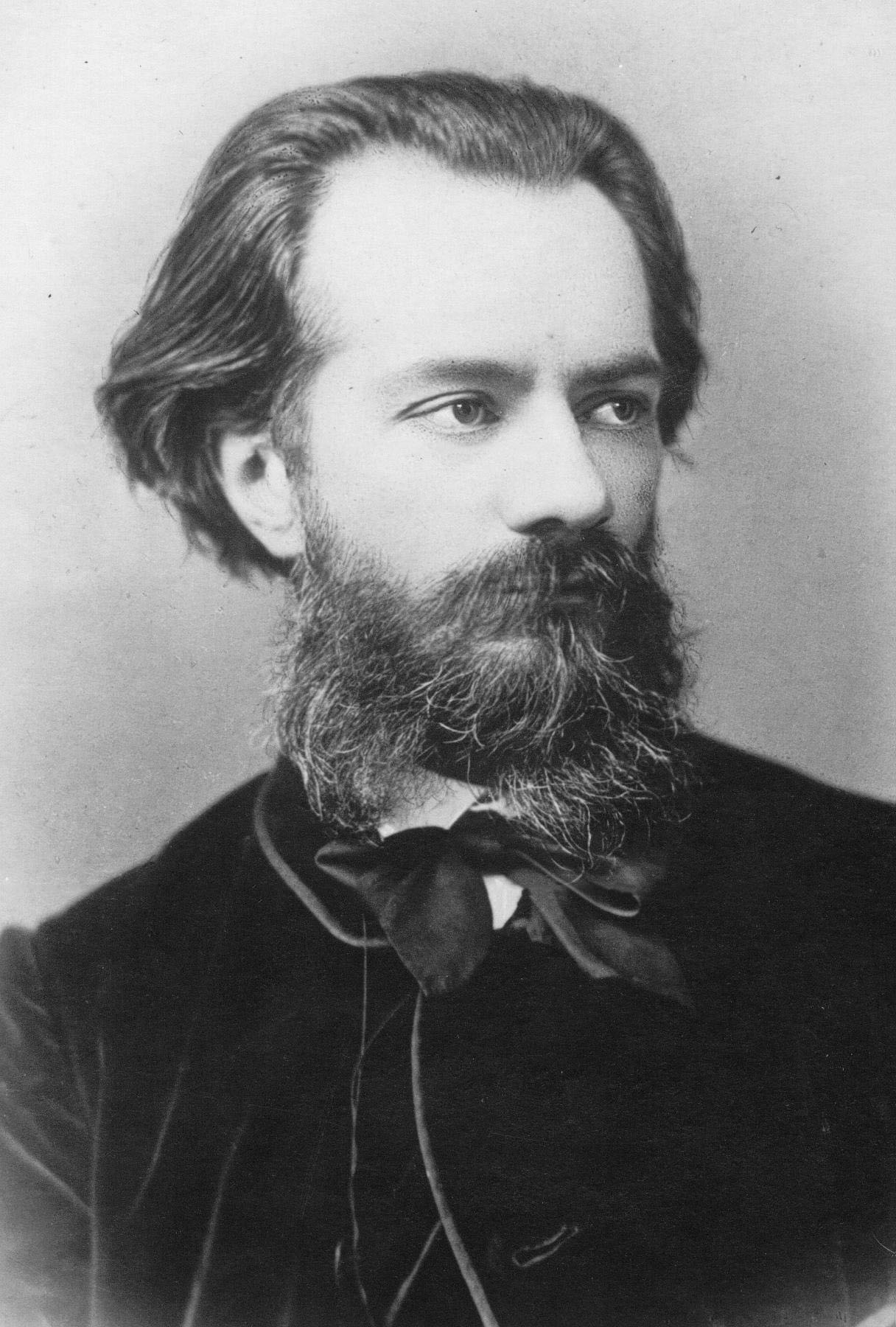
Теодор Лешетицкий в молодости

Лешетицкий родился в семье учителя, который и преподал ему первые уроки музыки. Обнаружив талант, юный Лешетицкий уже в возрасте девяти лет впервые выступил с оркестром, сыграв в Лемберге (ныне Львов) Концертино Черни с оркестром под управлением Франца Моцарта, а через некоторое время семья переехала в Вену, где он стал учеником самого Черни. Вскоре Лешетицкий начал давать концерты, параллельно занимаясь композицией и изучая право. В 1852 году пианист прибыл в Санкт-Петербург, где играл в присутствии императора Николая I. Лешетицкий остался в городе и жил в нём в течение более 25 лет, занимаясь преподаванием и концертной деятельностью. Когда в 1862 году была открыта Петербургская консерватория, её директор Антон Рубинштейн пригласил Лешетицкого на пост профессора фортепианного класса, который он занимал до 1878 года.

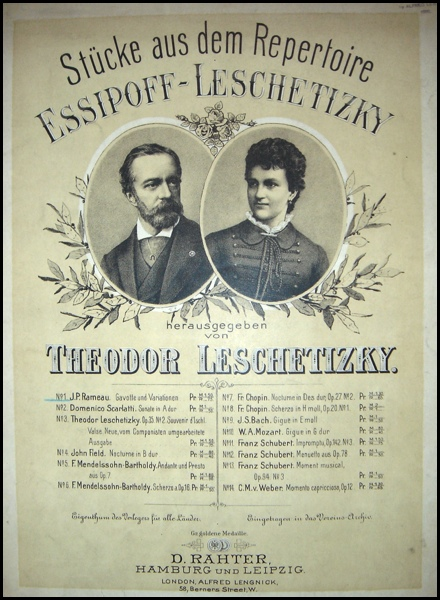
Обложка вышедшего в Германии сборника «Произведения из репертуара Есиповой и Лешетицкого» (1884)

Уехав из Петербурга в Вену, Лешетицкий продолжил преподавать. Одной из первых его учениц, добившейся больших успехов на концертной сцене, стала Анна Есипова (в 1880—1892 бывшая его второй женой). В середине 1880-х уроки у Лешетицкого начал брать Игнацы Ян Падеревский, который после своих успешных выступлений в США сделал имя своего учителя всемирно известным. Многие молодые американские пианисты потянулись в Европу в надежде учиться у Лешетицкого, однако далеко не всем удавалось выдержать требования, которые он предъявлял к своим ученикам. К концу 1880-х музыкант окончательно отошёл от исполнительства (последний его концерт состоялся в 1887) и преподавал до последних дней жизни. В 1906 он записал несколько произведений в своём исполнении на Вельте-Миньоне.

## Творчество

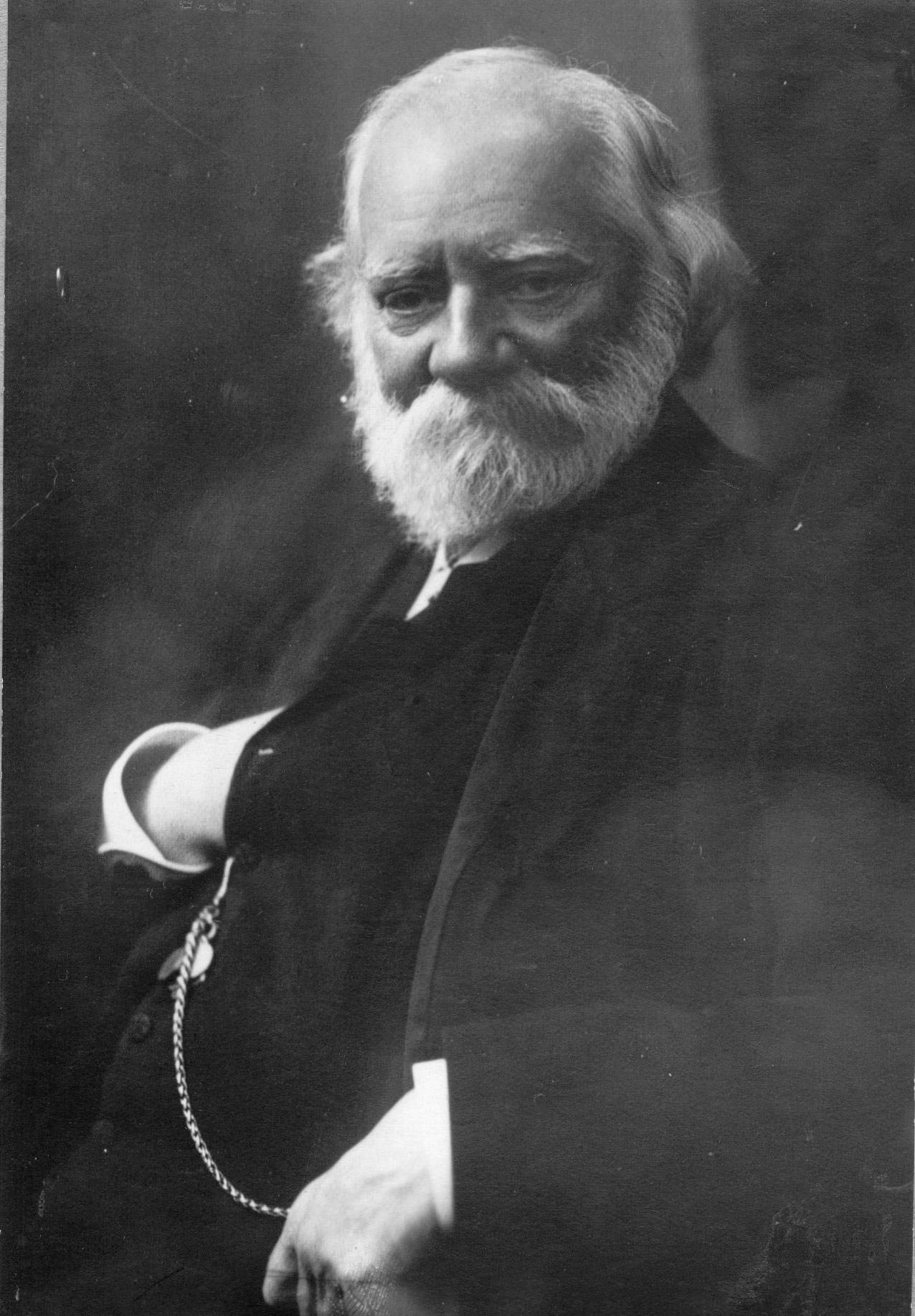
Теодор Лешетицкий

Лешетицкий воспитал более тысячи пианистов, многие из которых с успехом выступали на концертных сценах в течение почти всего XX века. Среди них — Александр Браиловский, Изабелла Венгерова, Анна Есипова, Пауль Витгенштейн, Марк Гамбург, Осип Габрилович, Войтех Гавронский, Дмитрий Климов, Бенно Моисеевич, Элли Ней, Владимир Пухальский, Василий Сафонов, Игнац Фридман, Мечислав Хоршовский, Артур Шнабель и многие другие.
При преподавании Лешетицкий обращал особое внимание на качество звука, певучесть мелодии, экспрессивность исполнения, а виртуозные пассажи требовал рассматривать только в контексте общей структуры произведения. Несмотря на то, что ряд музыкальных историков и критиков называют это «Методом Лешетицкого», сам он утверждал, что этот метод преподавания он унаследовал от Черни, ничего к нему не добавляя и не изменяя. В работе над произведением он не требовал многочасовых упражнений за инструментом, но развивал у учеников умение мысленно предслышать будущее его звучание.
Основу репертуара самого Лешетицкого составляла музыка Бетховена, любовь к которой привил ему Черни (лично знавший композитора). Музыку романтических композиторов — Шопена, Шумана и Листа — пианист также исполнял с большим успехом. Благодаря Лешетицкому в концертный репертуар пианистов после долгого перерыва вновь вошли сонаты Франца Шуберта, одним из первых активных исполнителей которых стал Артур Шнабель.
Лешетицкий также написал ряд оригинальных сочинений — Фортепианный концерт c-moll, оперу и много произведений для фортепиано соло, наполненных изяществом и лёгкостью стиля.
С 1904 по 1908 год ему помогала одна из его учениц, Этель Ньюкомб, отразив свой опыт в книге «Лешетицкий, каким я его знала» (1921).
Он преподавал до 85 лет. Умер 14 ноября 1915 года в Дрездене; похоронен в Вене на Центральном кладбище.

## Память
Именем Лешетицкого названы улицы:
- Leschetitzkygasse в Венe
- Leschetitzkygasse в Венe (Floridsdorf)